# 나카무라 유리 (가수)
나카무라 유리(일본어: 中村由利, 1977년 7월 4일 ~ )는 일본의 여성 가수이자 작곡가이다. 본명은 이노우에 유리(일본어: 井上由利)다 GARNET CROW의 멤버로 GARNET CROW해체 전까지 작곡, 보컬을 담당하고 있었다. 소속사무소는 GIZA Stuio이다. GARNET CROW의 모든 노래는 같은 멤버 아즈키 나나의 작사와 나카무라 유리의 작곡으로 이루어졌으며 타 멤버들은 GARNET CROW 결성이전부터 활동을 하고 있었던 것에 비해 팀 결성 이후에 언론에 비춰졌고, GARNET CROW에서 유일한 신인이라고 인식되어 왔다. 라이브 공연 때는 탬버린을 연주하는 모습도 보이며, ZARD의 《What a beautifly memory Tour》에서 코러스로 참가한 기록도 있다.

## 개요
GARNET CROW의 전 곡을 작곡을 실시하는 것과 동시에, 메인 보컬 및 일부 곡의 백코러스를 담당하고 있다. 가수로서의 특징은 중저음을 선율의 중심으로 하면서도, 발라드를 부르며, 팔세토를 이용하는 독특한 가창과 가성에 있다. 작곡면, 가창면에 있어서의 독자성은 《클래식 음악이나 크랜베리스 등의 북유럽계 서양 음악에 영향을 받은 점에 있다》고 말했다. 클래식 음악과는 어렸을 적부터 친하게 지내고 있는 로망파, 특히 쇼팽이나 차이콥스키는 나카무라 유리가 애호하는 작곡가이며, 그 영향을 느낄 수도 있다고 말하였다. 그 외 좋아하는 아티스트는 시부야계의 플리퍼스 기타, 동경하는 아티스트는 나카지마 미유키 등을 예로 들고 있다. GARNET CROW데뷔 당시 멤버 중에서는 유일한 신인이었다. 데뷔 이후에는 GARNET CROW 프런트 맨으로서 가요 프로그램에 있어서의 인터뷰에 응하거나 라이브의 진행 역할도 혼자서 실시한다. 또한 GARNET CROW 이외의 활동도 펼치고 있는데 사에구사 유카 IN db나 ZARD 등에게도 악곡을 제공하거나 라이브의 게스트 보컬에도 초대되고 있다. 보컬로서 건강에 대한 인식도 강하고 같은 멤버 아즈키 나나에 의하면 노래하기 전에는 카레와 같은 알코올 등의 자극물은 입에 대지 않고, 스스로 물을 지참해서 TV프로그램에 임하는 정도라고 한다.
낫토, 가루차 도쿄역의 극부 도시락, 스타벅스의 카라멜 마끼아또, 홍차 등 식품에 관한 코멘트도 많다. 좋아하는 음식은, 「냄비우동」, 「김치」 등.싫은 음식은, 「장어」, 「피망」 등.또, 체조를 하고 있을 때 늑골을 부러뜨려, 그 상태로 「Last love song」의 레코딩을 실시했다고 하는 에피소드가 있다. 애니메이션을 좋아하고 「은하영웅전설」의 팬.또 「키테레즈대백과」의 「첫 뽀뽀」를 좋아하는 애니메이션 주제가를 부른 적이 있다. GARNET CROW의 곡으로 가장 본인이 마음에 드는 곡은 3번째 싱글「二人のロケット」의 커플링곡「未完成な音色(미완성인 음색)」. 10번째 싱글인 「꿈을 꾼 후에(夢みたあとで)」는 그녀가 학생시절에 처음으로 작곡 한 깊은 생각이 있는 작품이다.라이브에서는 자기 자신을 「노래하는 공주」라고 소개한다. 멤버 아즈키 나나와 사이가 좋다. 오키나와의 요정 「なごまがり」에는 프라이빗으로 AZUKI7으로 방문했을 때의 싸인(2006.9.9)와 사진이 장식되어 있다.

## 경력

### 약력
- 1999년 12월 4일, GARNET CROW의 보컬로서 인디즈 데뷔.
- 2001년 12월 5일에 발매된 CD앨범 「GIZA studio R&B RESPECT Vol.1 -six sisters selection-」안에서, 첫 솔로 곡을 발표.
- 2001년 12월 25일에는, 네트워크 라이브 「GIZA studio R&B PARTY at the 'Hills パン工場[호리에] vol.1」에 대해, 첫 라이브 출연을 실시.
- 2002년 3월 13일 발매된 싱글 「꿈을 꾼 후에(夢みたあとで)」가 오리콘 싱글 차트 6위를 기록, 자신이 다루는 곡 중에서 최고 순위에 도달. 여름에는 「MAI-K & FRIENDS HOTROD BEACH PARTY」에 출연.
- 2003년에는, hills 빵 공장에 있어서의 이쿠자와 유이치의 라이브에 게스트 출연.

### 데뷔 이전
유치원에 다닐 무렵에 엘렉톤을 배웠고, 그 후 고교시절까지 피아노를 계속 연주하였다. 부모님의 영향으로 클래식 레코드가 집에 많았기 때문에, 클래식에 익숙해져 있을 뿐만 아니라 모친의 영향으로 오구라 게이나, 사다 마사시 등 가요곡이나 뉴 뮤직도 듣고 있었다. 가장 영향을 받은 것은 기스기 다카오의 오리지널리티가 있는 소리였다고 한다. 학창시절에는 작곡을 실시하고 있었으나, 이는 어디까지나 취미에 일부였다. 음악을 직업으로 하는 것은 전혀 생각하지 않았다.
그 후, 음악 제작과 관련되는 일을 지향하게 되지만, 겉으로 나가서 하는 것보다도 스탭 사이드의 디렉터적인 일을 희망하고 있었다. 1999년 가을, GARNET CROW를 결성 당시 GARNET CROW안에서는 유일한 신인이며, 본격적인 작곡과 보컬로서의 음악활동은 이 시기부터 시작된다. 나카무라 유리자신은 전혀 노래할 생각은 없었지만, 곡을 썼을 때에 노래하는 것을 추천받았던 것, 또 「노래할 수 있는 사람이 없기 때문에」라고 하는 이유로 보컬을 담당하게 되고 1999년 12월 4일, GARNET CROW의 작곡·보컬 담당으로서 데뷔하게 된다.

## 작품

### 싱글
- 이미테이션・골드 (TAK MATSUMOTO featuring 쿠라키 마이의 노래) C/W 나는 바람(私は風) (2003년 10월 8일, BMCV-5005)

### 앨범
- GIZA Studio R&B RESPECT Vol.1 -six siter selection- (2001년 12월 5일, GZCA-5006)
- GIZA studio HOTROD BEACH PARTY(2002년 7월 17일, GZCA-5017)
- TAK MATSUMOTO(B'z) 「THE HIT PARADE」(2003년 11월 26일, BMCV-8009)
- Christmas Non-Stop Carol(2010년 12월 1일, GZCA-5299)

### DVD
- GIZA studio R&B PARTY at the"Hills パン工場" ［堀江］vol.1(2002년 2월 14일, BMBD-7005)
- GIZA studio MAI-K & FRIENDS HOTROD BEACH PARTY Vol.1 ~2002여름~(2002년 11월 6일, ONBD-7019)

### 서적
- 주식회사 제이 락 매거진사편 「GIZA studio MAI-K & FRIENDS HOTROD BEACH PARTY Vol.1 ~Book Edition 2002~」
- 주식회사 제이 락 매거진사, 2002년 10월 23일.(ISBN 4-916019-33-4C0073, JRZ-1007)
- THURSDAY LIVE BOOK STAFF편 「THURSDAY LIVE -TRACKS OF THREE YEARS-」, 주식회사 제이 락 매거진사, 2006년 8월 1일.(ISBN 4-916019-45-8C0073, JRZ-8024)
  - 나카무라 유리가 게스트 출연한, 2003년 7월 7일"OLDIES NIGHT"의 상세한 공연 기록이 수록되고 있다.

### 관련 서적
- GARNET CROW 「GARNET CROW photoscope 2005 ~5th Anniversary~」, 주식회사 제이 락 매거진사, 2005년 1월 21일.(ISBN 4-916019-41-5C0073)
  - 나카무라 자신의 자라난 내력이나, GARNET CROW에 가입하기 이전의 상황등에 대해서, 인터뷰가 수록되고 있다.

### 작곡 제공
- 사에구사 유카 IN db(三枝夕夏 IN db)「Graduation」
- ZARD「멈춰 있던 시계가 지금 움직이기 시작했어(止まっていた時計が今動き出した)」
- 이와타 사유리 「하늘색 고양이(空色の猫)」

### 코러스 참가
- ZARD「Glorious Mind(グロリアス マインド)」「멈춰 있던 시계가 지금 움직이기 시작했어(止まっていた時計が今動き出した)」「(포토 그래프)フォトグラフ」

## 라이브
GARNET CROW로서의 출연은, GARNET CROW에서 자세히 다루고 있다.

### 타 아티스트와 공동 출연
- GIZA studio R&B PARTY at the"Hills 빵 공장"［호리에］vol.1
  - 2001년 12월 25일：hills パン工場(네트워크 라이브)
- MAI-K & FRIENDS HOTROD BEACH PARTY
  - 2002년 7월 26일：아와지유메부타이
  - 2002년 7월 30일：즈시 마리나
  - 2002년 8월 26일：홋카이도 후생연금 회관
  - 2002년 9월 2일：나고야 국제회의장 센트리 홀
  - 2002년 9월 10일：후쿠오카 산파레스

### 게스트 출연
- THURSDAY LIVE at hills 빵 공장　"OLDIES NIGHT"
  - 2003년 7월 7일：hills 빵 공장
- What a beautiful memory (ZARD)